# Paso de Doña Juana
Paso de Doña Juana är en ort i Mexiko.   Den ligger i kommunen Ursulo Galván och delstaten Veracruz, i den sydöstra delen av landet, 290 km öster om huvudstaden Mexico City. Paso de Doña Juana ligger 12 meter över havet och antalet invånare är 656.
Terrängen runt Paso de Doña Juana är platt. Havet är nära Paso de Doña Juana åt nordost. Runt Paso de Doña Juana är det tätbefolkat, med 276 invånare per kvadratkilometer. Närmaste större samhälle är Zempoala, 6,4 km sydväst om Paso de Doña Juana. Trakten runt Paso de Doña Juana består till största delen av jordbruksmark.